# Ходжсон, Рой
Рой Хо́джсон (англ. Roy Hodgson; 9 августа 1947, Кройдон, Лондон, Англия) — английский футбольный тренер.
Наибольшей известности Ходжсон достиг во время руководства сборной Швейцарии, он вывел швейцарцев в финальную часть чемпионата мира 1994, впервые за 28 лет и вывел её на Евро-96, впервые за 36 лет. Тренировал многие клубы из разных стран, в том числе «Мальмё», «Интер», «Блэкберн Роверс», «Удинезе», «Фулхэм», «Ливерпуль» и «Вест Бромвич Альбион». Также известен как главный тренер сборной Англии.
Ходжсон работал несколько раз в качестве члена группы технических исследований УЕФА на чемпионате Европы, а также чемпионате мира в 2006 году. Ходжсон также работал в качестве телевизионного эксперта в ряде стран, в которых он работал тренером, владеет пятью языками.

## Карьера тренера
Будучи посредственным футболистом, не сумевшим пробиться в основной состав «Кристал Пэлас», в 29 лет Рой Ходжсон решил попробовать себя в роли тренера. Поработав ассистентом менеджера в «Мейдстон Юнайтед» и получив определённые знания и взгляды на игру, он покинул Англию и отправился в Швецию.

### «Хальмстад»
«Иногда возможность выбора — это зло. Когда я пришёл в „Хальмстад“ в 29 лет, у меня не было выбора, поскольку меня, безо всяких связей и имени, не известного никому игрока, никуда больше не взяли бы. Это был выбор между тем, оставаться в футболе или нет, что для меня всегда является вопросом с заранее известным ответом», — вспоминает Ходжсон начало своей тренерской карьеры.
Пусть к тому времени в послужном списке молодого специалиста значилась лишь работа ассистентом в скромнейшем «Мейдстон Юнайтед», «Хальмстад» он быстро и сноровисто превратит из борца за выживание в чемпиона страны (первый же сезон, 1976 год). А спустя три года повторит это достижение.
В «Хальмстаде» же состоится дебют Ходжсона в еврокубках — в сезоне 1977/1978 его подопечные по сумме двух встреч уступят в 1/16 финала Кубка европейских чемпионов дрезденскому «Динамо» (0:2, 2:1).

### «Бристоль Сити»
В 1976 году Ходжсон сделал «Хальмстад» чемпионом, а через три года повторил этот успех. О молодом и подающем надежды тренере услышали в Англии, и Ходжсон получил приглашение «Бристоль Сити». Первая работа в Англии закончится неудачей — у «малиновок» возникли серьёзные финансовые проблемы. Ходжсон отработает в «Бристоле» четыре месяца на должностях второго и первого тренера (команда при нём преимущественно играла вничью — в 20 матчах 12 мирных исходов), но в итоге вынужден будет покинуть клуб. Клуб в это время внезапно обанкротился, и пришлось вернуться в Скандинавию.
Когда почти через 20 лет Рой Ходжсон снова оказался в Англии, журналисты допрашивали его как истинного футбольного эксперта. Секрет своего успеха именно в северных странах он объяснял дисциплиной тамошних жителей: «Они считают так: если есть тренер, он чему-то научит. Проблем с эго футболистов я не имел».
Ходжсон не скрывает, что в работе является диктатором. Нет, он не настаивает на том, в каком именно виде футболисты должны отправиться на игру — такие вещи, по его же словам, на результат не влияют. А вот дисциплина — очень даже. «С демократией тренер ничего не добьется. А мнение всех игроков меня в целом не волнует — лишь только парочки самых опытных».

### «Эребру»
Ходжсону пришлось вернуться в Швецию. Два сезона англичанина в «Эребру» могут рассматриваться сейчас как пусть и бестрофейный, но, безусловно, достойный транзит в «Мальмё».
Работа с «Эребру» и «Мальмё» стала для него новым триумфом. Ходжсон, внешне напоминающий скромнягу и очень дипломатичного человека, не стесняется посмеяться над идиотизмом организации дел в Швеции.

### «Мальмё»
Ходжсон стал самым успешным тренером в истории клуба (одну из трибун на местном стадионе «Сведбанк» до сих пор называют в его честь — «Угол Роя»). «Мальмё» за пять лет выиграл два чемпионата Швеции (1986, 1988), два Кубка Швеции (1986, 1989), наделал приличного шума в Европе — в сезоне 1986/87 дошёл до четвертьфинала Кубка обладателей кубков, где был остановлен «Аяксом» Йохана Кройфа, а в сезоне 1989/90 выбил из Кубка европейских чемпионов миланский «Интер». В те годы в составе «небесно-голубых» блистали Мартин Далин, Юнас Терн, Стефан Шварц.
Побед могло быть и больше, если бы не специфический регламент местного чемпионата. «Пять раз мы заканчивали чемпионат на первом месте с Мальмё, но чемпионами стали лишь дважды. Они постоянно меняют правила проведения соревнований, а когда ввели систему плей-офф, мы были не готовы — во время этих поединков мы как раз выступали в еврокубках и не могли полностью выкладываться на внутренней арене. Так только бы это! Один раз мы проиграли из-за правила мяча, забитого на выезде, через год благодаря ему мы могли победить, но правило уже не действовало! Проиграли по пенальти».
В 1990 году, посчитав свою миссию в «Мальмё» выполненной, он покинет клуб, уступив пост главного тренера соотечественнику Бобу Хафтону.
Некоторые именно его видят преемником Фабио Капелло на посту главного тренера национальной сборной. «Я бы хотел. Любому специалисту очень приятно, если его оценивают подобным образом и называют кандидатом на пост тренера сборной. Хотя думаю, что мой шанс уплыл: куда реальнее было бы занять эту должность вместо Кигана или Эрикссона, а теперь, если Капелло продолжит столь же успешно, ему наверняка предложат новый контракт после чемпионата мира — а это ещё три года, и тогда они захотят кого-то более молодого».
Их методы с Капелло схожи, что отмечает и сам Ходжсон. Оба специалиста умеют взять от каждого игрока именно то, что будет отлично сочетаться на поле с лучшими качествами его партнёров, в итоге образуя суперколлектив. С доном Фабио их пути пересекались, когда Ходжсон работал в Италии с «Интером».

### «Ксамакс»
«Ксамакс» Ходжсона отличился в Европе — в сезоне 1991/92 команда вышла в 1/8 финала Кубка УЕФА, разгромив в домашнем матче шотландский «Селтик» — 5:1. В той игре покером отметится египетский форвард клуба Хоссам Хассан.
В 1/8 финала соперником «Ксамакса» станет сам мадридский «Реал». И в первом, домашнем, матче «Ксамакс» сотворит ещё одну сенсацию — обыграет «королевский клуб» (1:0). В ответном поединке, правда, Бутрагеньо и компания поставят зарвавшихся гвардейцев Ходжсона на место — 0:4.
Успешная работа с клубом из Невшателя послужит для тренера пропуском в сборную Швейцарии.

### Сборная Швейцарии
Для начала он вывел местную сборную на чемпионат мира впервые с 1966 года (а в отборочной группе были Италия и Португалия). Именно тогда о талантливом английском тренере заговорит весь футбольный свет.
И на самом первенстве планеты в США «свиссы» выступят довольно удачно, выйдя из группы. Кубилай Тюркильмаз, Ален Сюттер, Чириако Сфорца, Стефан Шапюиза — вот главные звезды команды Ходжсона, одно время занимавшей в рейтинге ФИФА третье место.
Под руководством англичанина швейцарцы без проблем заработают путевку и на Евро-96, но… Ходжсону пришлось покинуть команду, приняв предложение, способное изменить его жизнь.

### «Интернационале»
В Англию на чемпионат Европы Ходжсон со швейцарцами не поедет — досрочно разорвав контракт с Швейцарским футбольным союзом, он в октябре 1995 года примет предложение миланского «Интера». В великий миланский клуб Ходжсона пригласили после ошеломляющего успеха в Швейцарии.
Высшим достижением на посту главного тренера «нерадзурри» для Ходжсона станет финал Кубка УЕФА 1996/97, проигранный на родном «Сан-Сиро» по пенальти немецкому «Шальке 04». Пусть «Интер» постоянно находился среди лидеров национального первенства, болельщикам не нравился тот футбол, который демонстрировали «нерадзурри».
В ноябре 1996 года Ходжсон продлил контракт с «Интером» до конца июня 1999 года. Чтобы летом 1997 года уйти в «Блэкберн Роверс». «Я на сто процентов был уверен, что в „Блэкберне“ хотят моего появления. Про „Интер“ я такого сказать не мог», — признавался позднее Ходжсон.
В 1996 году он уже предварительно договорился с владельцем «Блэкберн Роверс» Джеком Уокером о будущем назначении. Миллионы магната-металлурга сделали «бродяг» чемпионами в 1995, но тренер Рэй Харфорд завалил работу и был уволен в октябре 1996 года — над командой нависла пропасть вылета.
Уокеру поставили диагноз — рак, и человек, вклад которого в историю «Блэкберна» тяжело переценить, начал опасаться за будущее клуба. Он едва ли не в панике названивал Ходжсону, спрашивая: «Рой, ты же придешь, если мы вылетим?».
К счастью, исполнявший обязанности тренера Тони Паркс сохранил прописку в элите. Решение Ходжсона об уходе из «Интера» в первую очередь диктовалось желанием чего-то добиться на родине, хотя из слов самого Роя вполне можно сделать вывод, что от Италии, как от футбольной страны, он не был в восторге.
"В Италии игроки должны быть морально сильнее. Для «Интера» любое поражение напоминает похороны. Помню дебют Роналдо: в предсезонном поединке проиграли «Барселоне» — такой шум подняли! В Англии бы написали — «уступили из-за дурацкого гола». В Италии же вопрошали: «Как мы могли проиграть?», «Что это значит в преддверии сезона?» «Интер» был настоящим кладбищем для футболистов".
В 1997 году английский футбол пытался поспеть за развитием игры в той же Италии, а потому популярными были сравнения Премьер-лиги и Серии А, как правило приводившие к выводу о том, что английский футбол силён разве что характером, в то время как итальянцы куда умнее и сообразительнее на футбольном поле. В одном из интервью Ходжсон заметил, что в тот день, когда «Манчестер Юнайтед», «Арсенал», «Астон Вилла» или кто-либо другой выиграет европейский трофей, заговорят о противоположном и восхвалять будут уже футбол Туманного Альбиона. Кто скажет, что он был не прав?
«Я вообще считаю, что обучить тактике и индивидуальному мастерству проще, чем привить игрокам характер», — и это тоже его слова. Размышления Ходжсона на футбольную тематику интересны сами по себе, без привязки к тому или иному событию.

### «Блэкберн Роверс»
Вторая попытка зарекомендовать себя в Англии, и снова главная мотивация — страстное желание добиться чего-то на родине. В первом сезоне 1997/98 Ходжсону сопутствует успех: «Блэкберн» финиширует на 6-м месте, получив путевку в Кубок УЕФА, самого Роя премьер-лига дважды за сезон признает тренером месяца.
Воодушевленный успехом, Ходжсон самонадеянно решает не усиливать состав. Как раз на старте сезона Колин Хендри перешёл в «Рейнджерс», Крис Саттон и Кевин Галлахер получили травмы — это были ключевые исполнители в команде, потому она и поплыла.
Руководство «Блэкберна», не дожидаясь зимнего трансферного окна, увольняет тренера. В мае 1999 уже без Ходжсона «Роверс», признанные самым расточительным клубом премьер-лиги, вылетят из элитного дивизиона…

### Возвращение в «Интернационале»
В феврале 1999 после отставки Гленна Ходдла с поста главного тренера сборной Англии британские букмекеры именно Ходжсона считают одним из фаворитов на вакантный пост: ставки на него принимаются в соотношении 5:2. Когда руководство Английской футбольной ассоциации делает выбор в пользу Кевина Кигана, Ходжсон возвращается в «Интер» в качестве технического директора. Благо у него сохранились дружеские отношения с владельцем и президентом «нерадзурри» Массимо Моратти.
«Интер» объявляет, что 51-летний британец до конца сезона будет работать в связке с и. о. главного тренера команды Лучано Кастеллини, при том что всем уже известно — в новом сезоне миланцев возглавит Марчелло Липпи.
В итоге Ходжсон пожалеет о сделанном выборе. И даже расскажет прессе о том, какую ошибку совершил. После поднятой шумихи руководству клуба не останется иного выхода, кроме как отправить англичанина домой.
Позже он сам признавался, что это решение было одним из самых дурацких в его жизни. «Стоило подождать год или полгода в Англии — быть может, получил бы приглашение от одного из так называемых больших клубов».

### «Грассхоппер»
С «кузнечиками» Ходжсон отработает почти весь сезон — девять месяцев. В мае 2000 года после домашнего поражения в матче финального этапа чемпионата Швейцарии от «Люцерна» — 0:2 он примет решение уйти в отставку.

### «Копенгаген»
Ходжсон переехал в Данию и стал тренером «Копенгагена». В Дании его ждал мгновенный успех, приняв команду, которая закончила прошлые два сезона на седьмом и восьмом местах, в сезон 2000/01 он привёл их к чемпионству. Также он выиграет Кубок Дании и Суперкубок Дании в 2001 году. Секрет своего успеха в северных странах Ходжсон объясняет дисциплиной тамошних жителей: «Они считают так: если есть тренер, он чему-то научит».
Осенью 2000 года после отставки Кевина Кигана с поста главного тренера сборной Англии Ходжсон опять рассматривается как реальный претендент на эту должность. Но выбор делается в пользу шведа Свена-Ёрана Эрикссона — ученика Ходжсона.

### «Удинезе»
Перспективе сыграть с «Копенгагеном» в Лиге чемпионов Ходжсон предпочитает работу в «Удинезе». Причём, как заявляют представители «Копенгагена», своим уходом Ходжсон нарушил действующий до июня 2002 года контракт.
В «Удинезе» англичанин сменит Лучано Спаллетти, но в итоге отработает с «зебрами» меньше полугода: 17 матчей, 7 побед, 9-е место в Серии А. Несмотря на успешное начало, он был уволен за то, что якобы заявил, что сожалеет о вступлении в должность тренера этого клуба.

### Сборная ОАЭ
После увольнения из «Удинезе» Ходжсон был приглашен на пост главного тренера сборной ОАЭ в апреле 2002 года, управляя основной и олимпийской сборными. Сумма сделки составляет один миллион долларов, которые специалист должен получить в течение двух лет.
Два года Ходжсон в Эмиратах не продержится. В январе 2004 года он будет отправлен в отставку в связи с неудачным выступлением в Кубке наций Персидского залива. Что интересно, об отставке тренер узнает из газет.
Сейчас о работе со сборной ОАЭ Ходжсон вспоминает с улыбкой: «Некоторые вещи, что мы пытались внедрить у них в стране, были не просто новизной — они были сродни землетрясению. Мы пытались донести, что если тренировка в 10:30, то именно в 10:30 ты должен быть на месте. И если мы ужинаем в пять часов, то ровно в пять я жду тебя у стола. Так ладно — пришли они в пять, всё нормально. А уже через три минуты двое перебегают дорогу к Макдональдсу! Можно оградить их отель здоровенным забором, но половина ублюдков все равно предпочтёт умереть с голоду!».

### «Викинг»
«Я снова возвращаюсь в Скандинавию!» — такими заголовками летом 2004 года пестрят интервью Ходжсона, призванного поднимать увязший на дне турнирной таблицы клуб из Ставангера. Клуб к приходу Ходжсона находился в зоне вылета, но в конце сезона он финишировал девятым, затем клуб вышел в Кубок УЕФА. После некоторого периода работы клуб стал финишировать в верхней части таблицы, в 2005 году «Викинг» финишировал пятым.
2005 год был удачным годом для Ходжсона и «Викинга» в Кубке УЕФА. Клуб достиг побед над «Монако» и венской «Аустрией».
С «Викингом» Ходжсон прощается в октябре 2005 года — после поражения от «Тромсё» (0:1) подает в отставку. Уже тогда было известно, что в скором времени англичанин должен принять сборную Финляндии. 15 августа 2005 года, он согласился стать тренером сборной Финляндии на квалификации к Евро-2008.

### Сборная Финляндии
Сборную Финляндии Ходжсон возглавит в июле 2006 года. Ходжсон действительно умеет работать с национальными командами, если те обладают соответствующим менталитетом и желанием чему-то научиться.
Пройдет два года — и сборная Финляндии вплоть до последнего матча отборочного цикла Евро-2008 будет биться за право поехать на первый в её истории большой турнир. Лишь ничья в заключительном поединке в Португалии отбросит финнов на четвёртое место в группе. В Финляндии Ходжсона хвалили за хорошо организованную защиту, но критиковали за неэффективную атаку. Финляндия сыграла 5 матчей на 0:0 в 14 играх квалификации.
Контракт Ходжсона истёк в конце ноября 2007 года. «Мы предпочли бы продолжить работу с Ходжсоном, но он сам принял такое решение», — по окончании отборочного цикла выступит с заявлением Футбольная ассоциация Финляндии. Ходжсон не станет подписывать новый контракт, поможет ассоциации с выбором преемника: пост главного тренера сборной Финляндии займёт другой англичанин — Стюарт Бакстер, и заведёт разговор о возможном возвращении в «Интер» на спокойную управленческую должность, а также его рассматривали на вакантное место тренера в сборной Ирландии. Он также рассматривался как замена тренеру сборной Англии Стиву Макларену.

### «Фулхэм»
20 декабря 2007 года 60-летний специалист решится в третий раз попробовать свои силы в английском футболе, подписав трёхлетний контракт с «Фулхэмом». В конце 2007 года с ним связался главный человек «Фулхэма» Мохамед Аль-Файед, предложивший опытному тренеру работу. Снова в роли пожарного, спасающего команду от вылета. Но вернуться в Англию Ходжсон на самом деле очень хотел — и теперь ему пришлось бросать другую команду, сборную Финляндии.
Миллиардер не побоялся довериться новому тренеру: в январе в команду пришёл норвежский защитник Бреде Хангеланд, форвард Эрик Невланд из «Гронингена» и ещё несколько футболистов. Зато из пяти последних матчей выиграет четыре. В итоге лондонцы по разнице голов обойдут «Рединг» и займут спасительную 17-ю строчку. Летом Ходжсон снова усилил команду — Бобби Заморой и Энди Джонсоном, на которых в сумме было потрачено около 11 миллионов. «Председатель правления поддерживает меня, но это не значит, что я приду к нему и скажу — купите мне Кака. Это было бы глупо». На новых игроков у Ходжсона прекрасное чутье.
«Фулхэм» выстрелил год спустя, финишировав на седьмой позиции и завоевав себе место в Лиге Европы.
По ходу сезона 2009/10 «Фулхэму» пришлось пожертвовать премьер-лигой: лишние матчи, проведённые в Европе, сказывались на кондициях игроков. Но какова обратная сторона медали — феерическое выступление в Лиге Европы и продлённый до гамбургского финала сезон.
Перед определяющим дальнейшую судьбу команды в Лиге Европы матчем против «Базеля» в Швейцарии Ходжсон признался, что возможный вылет из Лиги Европы не станет для его команды трагедией. Аль-Файед одобрил борьбу на европейской арене только в том случае, если она никак не будет мешать внутренним делам. «Мы же не „Ливерпуль“! О кризисе никто говорить не станет». Победив «Базель» на «Санкт-Якоб Парк», клуб вышел в плей-офф. В следующих раундах, «Фулхэм» выбил из розыгрыша действующего обладателя трофея украинский «Шахтёр», затем итальянского гранда «Ювентус» и чемпионов Германии «Вольфсбург».
29 апреля 2010 года Ходжсон руководит «Фулхэмом» в борьбе за выход в их первый крупный европейский финал за их 130-летнюю историю, им противостоял хозяин финального матча турнира — «Гамбург», на выезде команды сыграли вничью 0:0, а в Лондоне одержали победу со счётом 2:1.
10 мая 2010 года Ходжсон был признан Тренером года по версии Ассоциации тренеров Футбольной лиги. Ходжсон получил награду после опроса тренеров, в том числе руководителей четырёх ведущих лиг в Англии. Через два дня он вывел клуб в финал его первого серьёзного трофея за всю историю, но проиграл в финале в Гамбурге мадридскому «Атлетико» в дополнительное время со счётом 2:1.
Его «Фулхэм» критиковали за оборонительную и закрытую игру. «Зато английские команды уже никто не обвинит в том, что они играют в чисто английский футбол. Некоторые команды, например, „Арсенал“, много комбинируют — и делают это просто блестяще», — говорит он, при этом оправдывая Арсена Венгера, не выигрывавшего трофеев с 2005 года.
В конце декабря 2009 года Ходжсон подписал с «Фулхэмом» новое соглашение. Сам тренер говорит о том, что «единственная работа, которая заставит его уйти из „Фулхэма“», — это работа со сборной Англии…
«Я не знаю, какой футбол лучше. Но лично я люблю хороший футбол», — отвечает Ходжсон, когда его спрашивают о причинах успеха его «Фулхэма». И смеётся, когда болельщик «дачников» со стажем, знаменитый британский актёр Хью Грант в свойственной ему шутливой манере признается: «Я хочу переспать с Ходжсоном!»: «Не думаю, что я давал повод Хью заподозрить меня в нетрадиционной сексуальной ориентации».

### «Ливерпуль»
30 июня 2010 года Рой Ходжсон был назначен новым менеджером футбольного клуба «Ливерпуль». 1 июля 2010 года «Ливерпуль» официально подтвердил это и представил Ходжсона прессе в новом качестве. Назначение нового тренера основные группы болельщиков «Ливерпуля» встретили настороженно, так как у них вызвала сомнение достаточная квалификация исполнительного директора клуба Кристиана Перслоу, занимавшегося подбором замены Рафаэлю Бенитесу, а также то, что кандидатуру Ходжсона предпочли легенде «Ливерпуля» Кенни Далглишу, который предлагал себя в качестве претендента на пост менеджера «красных». Однако лидеры команды Стивен Джеррард и Джейми Каррагер публично выразили поддержку новому наставнику команды.
8 января 2011 года Рой Ходжсон «по обоюдному согласию» с руководством клуба покинул пост главного тренера «Ливерпуля». На его место был назначен Кенни Далглиш, который 12 мая 2011 года подписал контракт с «Ливерпулем» до 2013 года.

### «Вест Бромвич Альбион»
11 февраля 2011 года назначен на пост главного тренера клуба «Вест Бромвич Альбион». 12 февраля 2011 года в первом матче под руководством Ходжсона «Вест Бромвич» сыграл вничью 3:3 с «Вест Хэмом». 1 мая 2012 года покинул пост, в связи с назначением на должность главного тренера сборной Англии.

### Сборная Англии
1 мая 2012 года был назначен главным тренером сборной Англии, подписав четырёхлетний контракт. Ходжсон руководил сборной в финальной части Евро-2012, где англичане уверенно вышли из группы, а в четвертьфинале уступили итальянцам в серии пенальти. Под руководством Ходжсона сборная Англии неудачно выступила на ЧМ-2014, проиграв всё той же сборной Италии, а также Уругвая с одинаковым счётом 1:2. Единственное очко в группе англичане взяли сыграв вничью со сборной Коста-Рики. В отборочных матчах к чемпионату Европы сборная Англии победила во всех играх в своей группе. К ЧЕ-2016 Ходжсон омолодил состав сборной, вызвав пару новых лиц в расположение команды. Однако, несмотря на ожидания общественности, выступление сборной на турнире оказалось неудачным: англичане не без проблем вышли из группы (со второго места), но в 1/8 финала подопечные Ходжсона уступили сенсации чемпионата сборной Исландии со счётом 1:2. После этого поражения тренер заявил о своей отставке.

### «Кристал Пэлас»
12 сентября 2017 года Ходжсон был назначен главным тренером лондонского клуба «Кристал Пэлас». 18 мая 2021 года тренер сообщил, что проведет ещё 2 матча и покинет клуб. Он решил по окончании сезона завершить карьеру тренера.

### «Уотфорд»
25 января вернулся к тренерской деятельности, возглавив «Уотфорд». 74-летний специалист сменил Клаудио Раньери, уволенного несколькими днями ранее.

### «Кристал Пэлас»
21 марта 2023 года вновь возобновил карьеру, возвратившись в Лондон. Соглашение со стекольщиками подписано до конца текущего сезона. По завершении сезона контракт был продлён ещё на год.

## Тренерская статистика
| Команда              | Страна         | Начало работы    | Завершение работы | Статистика | Статистика | Статистика | Статистика | Статистика |
| Команда              | Страна         | Начало работы    | Завершение работы | М          | В          | Н          | П          | % побед    |
| -------------------- | -------------- | ---------------- | ----------------- | ---------- | ---------- | ---------- | ---------- | ---------- |
| Хальмстад            | Флаг Швеции    | июль 1976        | июнь 1980         | 130        | 52         | 45         | 33         | 040,00     |
| Бристоль Сити        | Флаг Англии    | 3 января 1982    | 30 апреля 1982    | 20         | 3          | 5          | 12         | 015,00     |
| Эребру               | Флаг Швеции    | июль 1983        | июнь 1985         | 48         | 24         | 15         | 9          | 050,00     |
| Мальмё               | Флаг Швеции    | июль 1985        | июнь 1990         | 110        | 68         | 28         | 14         | 061,82     |
| Ксамакс              | Швейцария      | июль 1990        | июнь 1992         | 72         | 29         | 27         | 16         | 040,28     |
| Швейцария            | Швейцария      | 26 января 1992   | 15 ноября 1995    | 41         | 21         | 10         | 10         | 051,22     |
| Интер                | Флаг Италии    | 5 октября 1995   | 25 мая 1997       | 86         | 38         | 25         | 23         | 044,19     |
| Блэкберн Роверс      | Флаг Англии    | 1 июня 1997      | 21 ноября 1998    | 62         | 22         | 18         | 22         | 035,48     |
| Интер                | Флаг Италии    | 5 мая 1999       | 27 июня 1999      | 3          | 2          | 1          | 0          | 066,67     |
| Грассхоппер          | Швейцария      | июль 1999        | июнь 2000         | 36         | 14         | 12         | 10         | 038,89     |
| Копенгаген           | Флаг Дании     | июль 2000        | июнь 2001         | 35         | 18         | 12         | 5          | 051,43     |
| Удинезе              | Флаг Италии    | 21 июнь 2001     | 10 декабрь 2001   | 17         | 7          | 5          | 5          | 041,18     |
| ОАЭ                  | Флаг ОАЭ       | 9 апрель 2002    | 14 январь 2004    | 17         | 4          | 6          | 7          | 023,53     |
| Викинг               | Флаг Норвегии  | 11 июля 2004     | 20 декабря 2005   | 38         | 16         | 10         | 12         | 042,11     |
| Финляндия            | Флаг Финляндии | 16 января 2006   | 30 ноября 2007    | 22         | 6          | 11         | 5          | 027,27     |
| Фулхэм               | Флаг Англии    | 30 декабря 2007  | 1 июля 2010       | 127        | 50         | 32         | 45         | 039,37     |
| Ливерпуль            | Флаг Англии    | 1 июля 2010      | 8 января 2011     | 29         | 12         | 8          | 9          | 041,38     |
| Вест Бромвич Альбион | Флаг Англии    | 11 февраля 2011  | 13 мая 2012       | 53         | 20         | 13         | 20         | 037,74     |
| Англия               | Флаг Англии    | 14 мая 2012      | 28 июня 2016      | 56         | 33         | 15         | 8          | 058,93     |
| Кристал Пэлас        | Флаг Англии    | 12 сентября 2017 | 23 мая 2021       | 162        | 54         | 38         | 70         | 033,33     |
| Уотфорд              | Флаг Англии    | 25 января 2022   | 22 мая 2022       | 18         | 2          | 3          | 13         | 011,11     |
| Кристал Пэлас        | Флаг Англии    | 21 марта 2023    | 19 февраля 2024   | 37         | 12         | 10         | 15         | 032,43     |
| Всего                | Всего          | Всего            | Всего             | 1219       | 507        | 349        | 363        | 041,59     |

## Достижения
Клубные
«Хальмстад»
- Чемпион Швеции (2): 1976, 1979
- Победитель Аллсвенскан (2): 1976, 1979

«Мальмё»
- Чемпион Швеции (2): 1986, 1988
- Победитель Аллсвенскан (4): 1986, 1987, 1988, 1989
- Обладатель Кубка Швеции (2): 1985/86, 1988/89

«Копенгаген»
- Чемпион Дании: 2000/01
- Обладатель Суперкубка Дании: 2001

«Фулхэм»
- Финалист Лиги Европы УЕФА: 2010

Личные
- Тренер года по версии Ассоциации тренеров Футбольной лиги: 2010
- Тренер месяца английской Премьер-лиги (4): август 1997, декабрь 1997, октябрь 2009, февраль 2010
- Кавалер рыцарского креста I класса ордена Льва Финляндии[37]
- Награда ПФА за заслуги перед футболом: 2022

## Личная жизнь
Ходжсон состоит в браке с Шейлой, с которой он имеет двух сыновей, Кристофера и Майкла. Ходжсон владеет многими языками, он свободно говорит на норвежском, шведском и итальянском, а также хорошо знает немецкий, и может общаться на датском, французском и финском языках.

## Высказывания
- «Я вот смотрю на Карло Анчелотти. Он всю жизнь проработал в Италии — и он медленно отвечает на вопросы. Свен-Ёран Эрикссон был невероятен. Я следил за тем, как он выступал на телевидении, и был в состоянии дословно процитировать то, что он собирался сказать»[5].
- «Нужно восхищаться профессионализмом тренера. Но мы кое-что потеряли с тех времен, когда Брайан Клаф называл голкипера клоуном. Я не говорю, что это правильно, но в какой-то мере мы напоминаем стадо евнухов, когда дело доходит до интервью. Ты переживаешь о том, чем может обернуться для тебя честная и искренняя реакция»[5].
- «У меня такая насыщенная жизнь. Я никогда не был без работы больше месяца или двух с января 76-го. Мне действительно повезло»[5].